# Afrikaans kampioenschap voetbal vrouwen 1998
Het Afrikaans kampioenschap voetbal vrouwen 1998 (of CAF vrouwenkampioenschap) was de derde editie van dit voetbaltoernooi voor landenteams en gold tevens als kwalificatietoernooi voor het wereldkampioenschap voetbal vrouwen.
Het was de eerste editie met de eindronde in een gastland. Deze rol werd vervuld door titelverdediger Nigeria. Vijftien landen hadden zich voor deelname ingeschreven. Drie landen trokken zich na de loting terug voor deelname. Mozambique deed dit als vierde land voor de eindronde. De kwalificatie werd gespeeld middels tuis- en uitwedstrijden, de eindronde met groepswedstrijden en afsluitende knock-outfase.
Nigeria veroverde voor de derde keer de titel door Ghana in de finale met 2-0 te verslaan. Beide landen plaatsten zich met het bereiken van de finale ook voor de derde editie van het WK.

## Deelname
| Congo-Brazzaville | Kameroen | Mozambique | Sierra Leone |
| Egypte            | Kenia    | Namibië    | Swaziland    |
| Ghana             | Lesotho  | Nigeria    | Zuid-Afrika  |
| Guinee            | Marokko  | Oeganda    |              |

## Kwalificatie
t.z.t. = trok zich terug 

### Eerste ronde
Als gastland voor de eindronde was Nigeria vrijgesteld van kwalificatie. De heenwedstrijden werden op 28 en 29 maart gespeeld, de terugwedstrijden op 10, 11 en 12 april.
| Team #1           | 1e   | 2e       | Team #2      |
| ----------------- | ---- | -------- | ------------ |
| Egypte            | 1-1  | 1-0      | Oeganda      |
| Ghana             | 11-0 | 0-0      | Guinee       |
| Mozambique        | 3-0  | 4-2      | Lesotho      |
| Zuid-Afrika       | 9-0  | 6-0      | Swaziland    |
| Congo-Brazzaville |      | t.z.t. > | Namibië      |
| Kameroen          |      | t.z.t. > | Sierra Leone |
| Marokko           |      | t.z.t. > | Kenia        |

## Eindronde

### Groepsfase

#### Groep A
De wedstrijden werden op 17, 20 en 23 oktober in het Ahmadu Bellostadion te Kaduna.
| # | Land              | AW | W | G | V | PTN | V-T  |
| - | ----------------- | -- | - | - | - | --- | ---- |
| 1 | Nigeria           | 3  | 3 | 0 | 0 | 9   | 20-0 |
| 2 | Congo-Brazzaville | 3  | 1 | 1 | 1 | 4   | 4-7  |
| 3 | Marokko           | 3  | 1 | 1 | 1 | 4   | 4-9  |
| 4 | Egypte            | 3  | 0 | 0 | 3 | 0   | 2-14 |

| Club           | NGR | CGO | MAR | EGY |
| -------------- | --- | --- | --- | --- |
| Nigeria        |     | 6-0 | 8-0 | 6-0 |
| Congo-Kinshasa |     |     | 0-0 | 4-1 |
| Marokko        |     |     |     | 4-1 |
| Egypte         |     |     |     |     |

#### Groep B
De wedstrijden werden op 18, 21 en 24 oktober in het Gatewaystadion te Abeokuta.
| # | Land        | AW | W | G | V | PTN | V-T |
| - | ----------- | -- | - | - | - | --- | --- |
| 1 | Ghana       | 2  | 2 | 0 | 0 | 6   | 7-1 |
| 2 | Kameroen    | 2  | 1 | 0 | 1 | 3   | 4-5 |
| 3 | Zuid-Afrika | 2  | 0 | 0 | 2 | 0   | 2-7 |
| - | Mozambique  | 0  | 0 | 0 | 0 | 0   | 0-0 |

| Club        | GHA | CMR | RSA | MOZ |
| ----------- | --- | --- | --- | --- |
| Ghana       |     | 3-1 | 4-0 |     |
| Kameroen    |     |     | 3-2 |     |
| Zuid-Afrika |     |     |     |     |
| Mozambique  |     |     |     |     |

### Knock-outfase

#### Halve finale
De halve finale wedstrijden werden op 27 oktober gespeeld in respectievelijk Kaduna en Abeokuta.
| Team #1 | Uitslag | Team #2           |
| ------- | ------- | ----------------- |
| Nigeria | 6-0     | Kameroen          |
| Ghana   | 4-1     | Congo-Brazzaville |

#### Om derde plaats
De wedstrijd werd op 30 oktober gespeeld in Abeokuta.
| Team #1           | Uitslag      | Team #2  |
| ----------------- | ------------ | -------- |
| Congo-Brazzaville | 3-3 ns (3-1) | Kameroen |

#### Finale
De finale werd op 31 oktober gespeeld in Abeokuta.
| Team #1 | Uitslag | Team #2 |
| ------- | ------- | ------- |
| Nigeria | 2-0     | Ghana   |

## Kampioen
| Afrikaans kampioenschap vrouwenvoetbal 1998 |
| ------------------------------------------- |
| NIGERIA 3de titel                           |

1991 ·
1995 · 
1998 · 
2000 · 
2002 · 
2004 · 
2006 · 
2008 · 
2010 ·
2012 ·
2014 ·
2016 ·
2018 ·
2022